# Croydon South
Croydon South är en del av en befolkad plats i Australien. Den ligger i kommunen Maroondah och delstaten Victoria, omkring 27 kilometer öster om delstatshuvudstaden Melbourne. Antalet invånare är 4 532.
Runt Croydon South är det tätbefolkat, med 286 invånare per kvadratkilometer.. Närmaste större samhälle är Mitcham, nära Croydon South.
I omgivningarna runt Croydon South växer i huvudsak städsegrön lövskog. Genomsnittlig årsnederbörd är 1 244 millimeter. Den regnigaste månaden är juli, med i genomsnitt 140 mm nederbörd, och den torraste är januari, med 49 mm nederbörd.